# Mundialito de Voleibol Feminino de 1982
O Mundialito de Voleibol Feminino de 1982 foi um torneio sediado no Brasil (as partidas foram disputadas no Ginásio do Ibirapuera, em São Paulo) e que serviu de preparação para o Mundial que ocorreria no Peru dois meses depois. Por conta disso, ele reuniu algumas das melhores seleções, à época.
Recebeu transmissão ao vivo pela TV, e forte esquema de marketing, que serviu como estratégia para divulgar o vôlei feminino no país.

## Equipes Participantes
Seis equipes foram convidadas:  Brasil,  Japão,  União Soviética,  Coreia do Sul,  México e  Argentina. A seleção mexicana desistiu de última hora, e por conta disso foi substituída pela forte equipe do Guarani Futebol Clube, que representou uma seleção paulista.

## Resultados e Classificação Final
| Equipe          | V | D | Sets A Favor | Sets Contra |
| --------------- | - | - | ------------ | ----------- |
| Japão           | 5 | 0 | 15           | 1           |
| Brasil          | 4 | 1 | 12           | 7           |
| União Soviética | 3 | 2 | 11           | 8           |
| Coreia do Sul   | 2 | 3 | 11           | 9           |
| São Paulo       | 1 | 4 | 3            | 13          |
| Argentina       | 0 | 5 | 1            | 15          |

|                 | Japão | Brasil | União Soviética | Coreia do Sul | São Paulo | Argentina |
| --------------- | ----- | ------ | --------------- | ------------- | --------- | --------- |
| Japão           | —     | 3–0    | 3–0             | 3–1           | 3–0       | 3–0       |
| Brasil          | 0–3   | —      | 3–2             | 3–2           | 3–0       | 3–0       |
| União Soviética | 0–3   | 2–3    | —               | 3–2           | 3–0       | 3–0       |
| Coreia do Sul   | 1–3   | 2–3    | 2–3             | —             | 3–0       | 3–0       |
| São Paulo       | 0–3   | 0–3    | 0–3             | 0–3           | —         | 3–1       |
| Argentina       | 0–3   | 0–3    | 0–3             | 0–3           | 1–3       | —         |

### Campeão
| 1o Mundialito de Voleibol Feminino |
| ---------------------------------- |
| · Japão · Campeão · (1º título)    |